# Szilágyillésfalva község
Szilágyillésfalva község (románul: Comuna Băsești) község Máramaros megyében, Romániában. Központja Szilágyillésfalva, beosztott falvai Bükktótfalu, Kecskésfalva, Vadafalva.

## Népessége
A 2011-es népszámlálás adatai alapján a község népessége 1452 fő volt.